# Guerre des magnats polonais en Moldavie
Guerres moldo-polonaises
La guerre des magnats polonais en Moldavie est une série de conflits militaires de 1593 à 1617 qui oppose la république des Deux Nations, à l'Empire ottoman et aux Habsbourg, pour le contrôle de la Principauté de Moldavie.

### Note
1. ↑  Zdzisław Spieralski, (pl) Awantury mołdawskie, Wiedza Powszechna, Varsovie 1967.